# Grand Prix moto d'Autriche 2019
Le Grand Prix moto d'Autriche 2019 est la 11e manche du championnat du monde de vitesse moto 2019. 
Cette 28e édition du Grand Prix moto d'Autriche s'est déroulé du 9 au 11 août sur le Circuit de Spielberg.